# ورزشگاه تاتنهام هاتسپر
ورزشگاه تاتنهام هاتسپر (انگلیسی: Tottenham Hotspur Stadium) ورزشگاه خانگی باشگاه تاتنهام است که در شمال شهر لندن، انگلستان قرار دارد.
ساخت این ورزشگاه در سال ۲۰۱۵ با ظرفیت ۶۲٬۰۶۲ نفر آغاز و پس از بهره‌برداری جایگزین ورزشگاه وایت هارت لین شد.
نام «ورزشگاه تاتنهام هاتسپر» موقتی است چون باشگاه قصد دارد با فروش حق نامگذاری، نام ورزشگاه را با جذب حامی مالی به آنها واگذار کند.

## نگارخانه

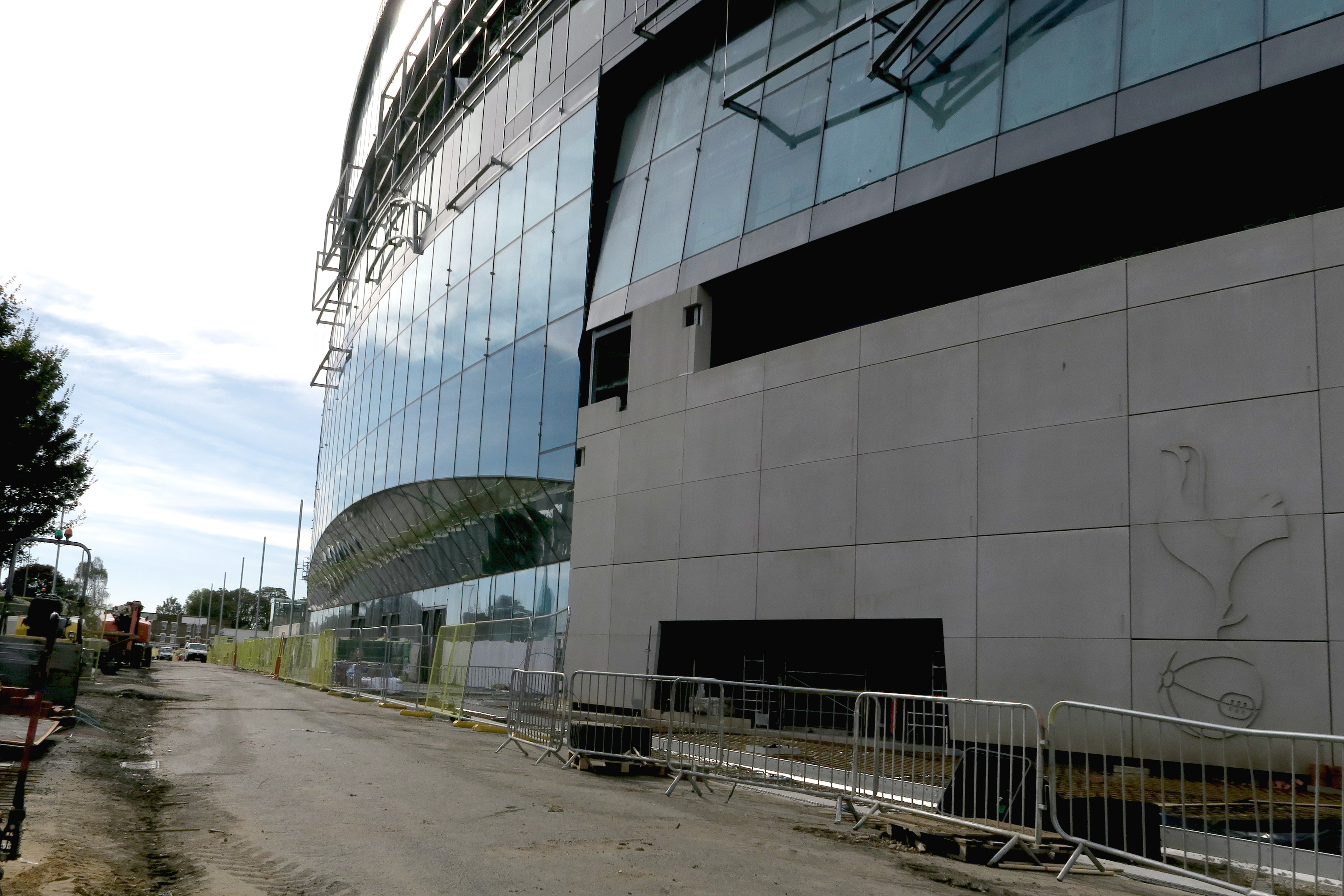
ورودی شرقی ورزشگاه تاتنهام هاتسپر - اکتبر ۲۰۱۸
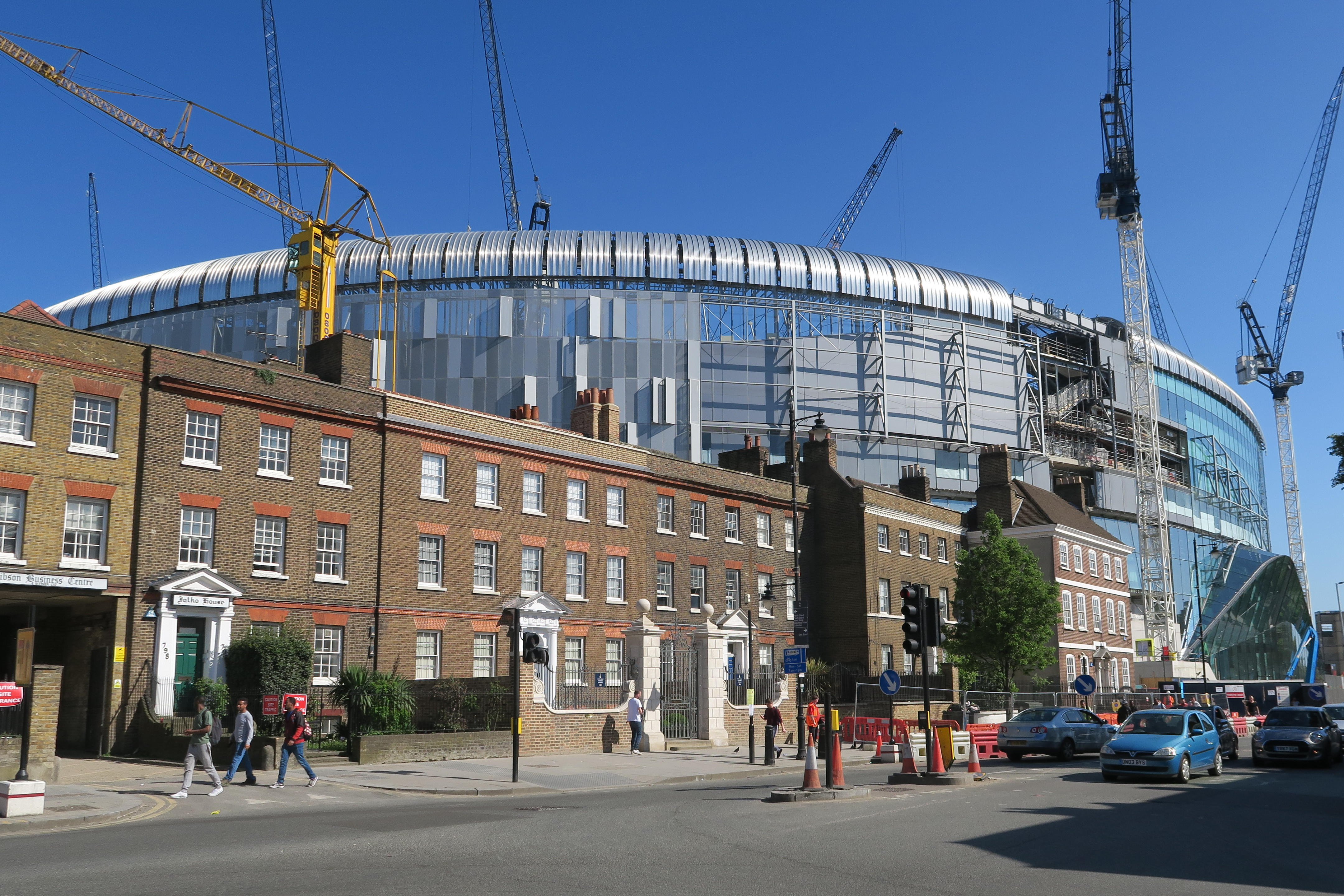
ورزشگاه تاتنهام هاتسپر در حال ساخت - می ۲۰۱۸
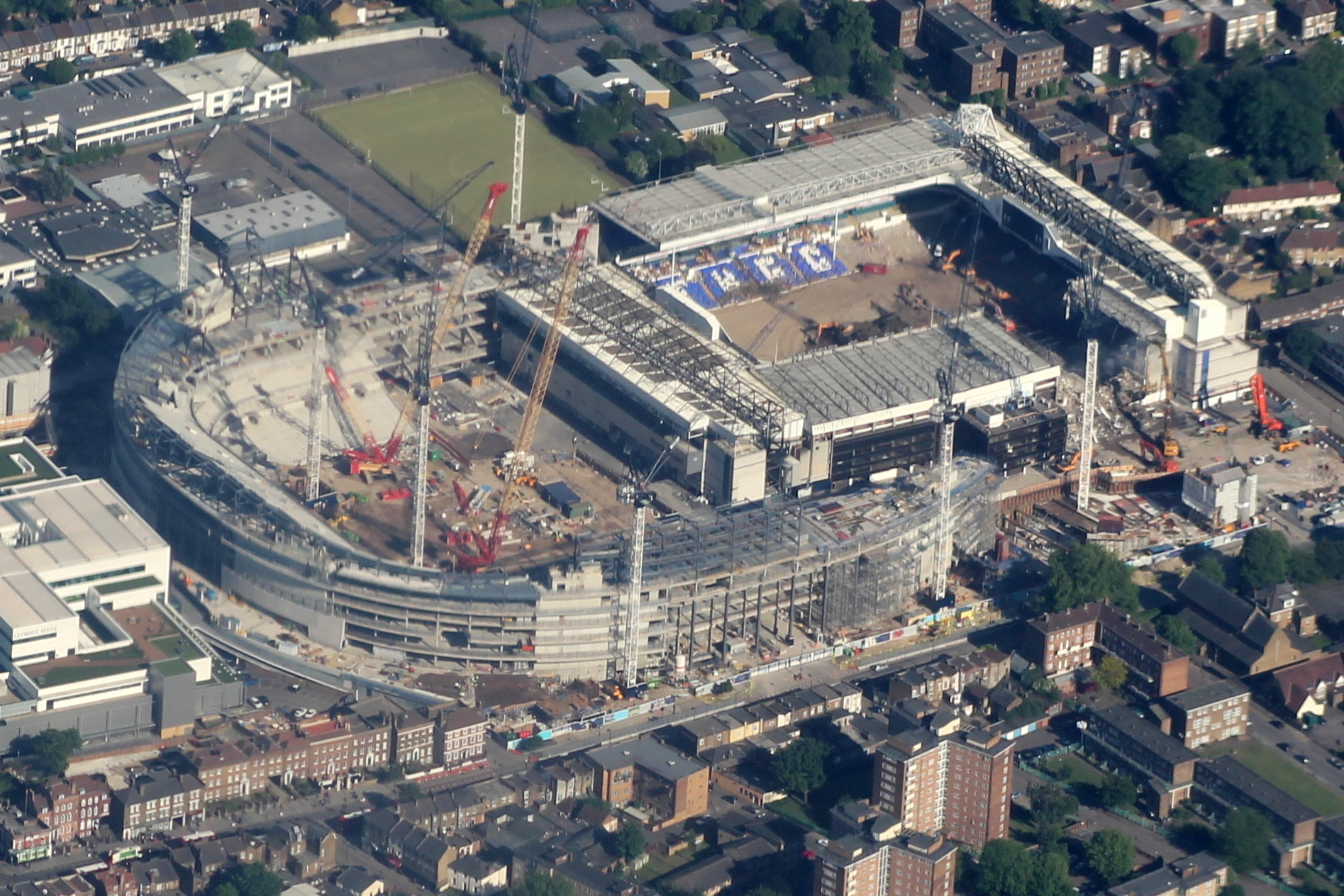
بخش شمالی ساخت شده قبل از تخریب ورزشگاه وایت هارت لین